# Puchar Świata w skeletonie 1999/2000
Sezon 1999/2000 Pucharu Świata w skeletonie – 14. sezon Pucharu Świata w skeletonie. Rozpoczął się 27 listopada 1999 roku w kanadyjskim Calgary. Ostatnie zawody z tego cyklu zostały rozegrane 30 stycznia 2000 roku w Norwegii, w Lillehammer. Rozegranych zostało 8 konkursów: po 4 konkursy kobiet i mężczyzn.
Wśród kobiet jedyne zwycięstwo w karierze odniosła Amerykanka - Alex Hamilton, zaś wśród mężczyzn pierwsze miejsce obronił Niemiec Andy Böhme.

## Kalendarz Pucharu Świata
| Lp.                            | Data              | Miejscowość | Konkurencja | 1 miejsce       | 2 miejsce       | 3 miejsce             |
| ------------------------------ | ----------------- | ----------- | ----------- | --------------- | --------------- | --------------------- |
| 1.                             | 27 listopada 1999 | Calgary     | Mężczyźni   | Kristan Bromley | Jeff Pain       | Chris Soule           |
| 1.                             | 27 listopada 1999 | Calgary     | Kobiety     | Alex Hamilton   | Michelle Kelly  | Mellisa Hollingsworth |
| 2.                             | 5 grudnia 1999    | Nagano      | Mężczyźni   | Kazuhiro Koshi  | Andy Böhme      | Jimmy Shea            |
| 2.                             | 5 grudnia 1999    | Nagano      | Kobiety     | Alex Hamilton   | Michelle Kelly  | Maya Pedersen         |
| 3.                             | 30 stycznia 2000  | Lillehammer | Mężczyźni   | Jeff Pain       | Snorre Pedersen | Kristan Bromley       |
| 3.                             | 30 stycznia 2000  | Lillehammer | Kobiety     | Alex Coomber    | Lea Ann Parsley | Maya Pedersen         |
| 4.                             | 6 lutego 2000     | Winterberg  | Mężczyźni   | Willi Schneider | Andy Böhme      | Chris Soule           |
| 4.                             | 6 lutego 2000     | Winterberg  | Kobiety     | Deanna Panting  | Maya Pedersen   | Alex Hamilton         |
| Mistrzostwa Świata 2000 – Igls |                   |             |             |                 |                 |                       |

## Klasyfikacja

### Kobiety
| lp. | zawodnik              | kraj              | punkty |
| --- | --------------------- | ----------------- | ------ |
| 1.  | Alex Hamilton         | Wielka Brytania   | 113    |
| 2.  | Maya Pedersen         | Szwajcaria        | 88     |
| 3.  | Michelle Kelly        | Kanada            | 88     |
| 4.  | Lea Ann Parsley       | Stany Zjednoczone | 84     |
| 5.  | Mellisa Hollingsworth | Kanada            | 71     |
| 6.  | Deanna Panting        | Kanada            | 69     |
| 7.  | Ursi Walliser         | Szwajcaria        | 54     |
| 8.  | Tanja Morel           | Szwajcaria        | 42     |
| 9.  | Mikiko Yoshioka       | Japonia           | 37     |
| 10. | Tricia Stumpf         | Stany Zjednoczone | 36     |

### Klasyfikacja końcowa Pucharu Narodów w skeletonie
| Poz. | Państwo           | Pkt |
| ---- | ----------------- | --- |
| 1.   | Kanada            | 218 |
| 2.   | Szwajcaria        | 201 |
| 3.   | Stany Zjednoczone | 193 |
| 4.   | Niemcy            | 181 |
| 5.   | Wielka Brytania   | 172 |
| 6.   | Japonia           | 143 |
| 7.   | Austria           | 63  |
| 8.   | Włochy            | 47  |
| 9.   | Norwegia          | 36  |
| 10.  | Nowa Zelandia     | 35  |

### Mężczyźni
| lp. | zawodnik        | kraj              | punkty |
| --- | --------------- | ----------------- | ------ |
| 1.  | Andy Böhme      | Niemcy            | 153    |
| 2.  | Chris Soule     | Stany Zjednoczone | 145    |
| 3.  | Kristan Bromley | Wielka Brytania   | 144    |
| 4.  | Jeff Pain       | Kanada            | 141    |
| 5.  | Snorre Pedersen | Norwegia          | 137    |
| 6.  | Willi Schneider | Niemcy            | 133    |
| 7.  | Jimmy Shea      | Stany Zjednoczone | 125    |
| 8.  | Kazuhiro Koshi  | Japonia           | 118    |
| 9.  | A.J. Collins    | Wielka Brytania   | 97     |
| 10. | Felix Poletti   | Szwajcaria        | 95     |

### Klasyfikacja końcowa Pucharu Narodów w skeletonie
| Poz. | Państwo           | Pkt |
| ---- | ----------------- | --- |
| 1.   | Niemcy            | 367 |
| 2.   | Stany Zjednoczone | 365 |
| 3.   | Wielka Brytania   | 349 |
| 4.   | Kanada            | 335 |
| 5.   | Szwajcaria        | 311 |
| 6.   | Austria           | 302 |
| 7.   | Japonia           | 282 |
| 8.   | Norwegia          | 244 |
| 9.   | Włochy            | 199 |
| 10.  | Francja           | 167 |